# Триплатинаиттрий
Триплатинаиттрий — бинарное неорганическое соединение
платины и иттрия
с формулой YPt3,
кристаллы.

## Получение
- Сплавление стехиометрических количеств чистых веществ:

{\displaystyle {\mathsf {3Pt+Y\ {\xrightarrow {2050^{o}C}}\ YPt_{3}}}}
- Восстановление водородом смеси пентаплатинаиттрия и оксида иттрия [3]:

{\displaystyle {\mathsf {3YPt_{5}+Y_{2}O_{3}+3H_{2}\ {\xrightarrow {T}}\ 5YPt_{3}+3H_{2}O}}}

## Физические свойства
Триплатинаиттрий образует кристаллы
кубической сингонии,
пространственная группа P m3m,
параметры ячейки a = 0,40751 нм, Z = 1,
структура типа тримедьзолота AuCu3
.
Соединение плавится конгруэнтно при температуре ≈2050 °C .